# 분리 과정
분리 과정(分離過程, 영어: separation process) 또는 분리 공정(分離工程)은 혼합물이나 화학물질 용액을 둘 이상의 구별된 혼합물로 변환하는 방식을 말한다. 이러한 과정은 분리 공학에서 다룬다.

## 개요
자연계에 존재하는 물질은 대부분이 혼합물이다. 따라서, 이들을 어떤 방법으로 분리시켜 순수한 물질로 만들지 않으면 각 물질의 성질을 연구할 수가 없다. 이 때문에 옛날부터 물질을 분리하고 정제하는 방법을 연구해 왔다.
여러 가지 물질이 섞여 있는 혼합물에서 필요한 물질을 뽑아내는 일이 분리이다. 가장 간단한 것은 해변에서 조개껍질을 줍듯이 눈으로 보고 집어내는 방법이다. 물질이 작으면 확대경으로 보면서 핀셋으로 집어내는 방법도 있다. 모래와 자갈을 분리하고 싶을 때는 입자의 크기의 차이를 이용하여 체로 쳐서 나눌 수 있다.

## 같이 보기
- 증류